# Dolichopoda pavesii
Dolichopoda pavesii är en insektsart som beskrevs av Galvagni 2002. Dolichopoda pavesii ingår i släktet Dolichopoda och familjen grottvårtbitare. IUCN kategoriserar arten globalt som sårbar. Inga underarter finns listade i Catalogue of Life.